# EDemokrácia Műhely Egyesület
Az eDemokrácia Műhely Egyesület (eDemocracy Workshop Society) társadalomtudósok, újságírók és jogászok részvételével jött létre 1998-ban Magyarországon. Az egyesület célja elősegíteni, hogy a technológiai fejlődés, az újabb és újabb infokommunikációs eszközök, digitális lehetőségek a demokratikus viszonyok kiépülését, megszilárdulását szolgálják, javítva a demokrácia minőségét. Az Egyesület 2017-ben indította el Nyomtass te is! néven ismert projektjét, melynek célja, hogy eljuttassa a független sajtó híreit azokra a kistelepülésekre, ahol az emberek szinte kizárólag a kormány által befolyásolt médián keresztül tájékozódnak.